# Chaim Landau

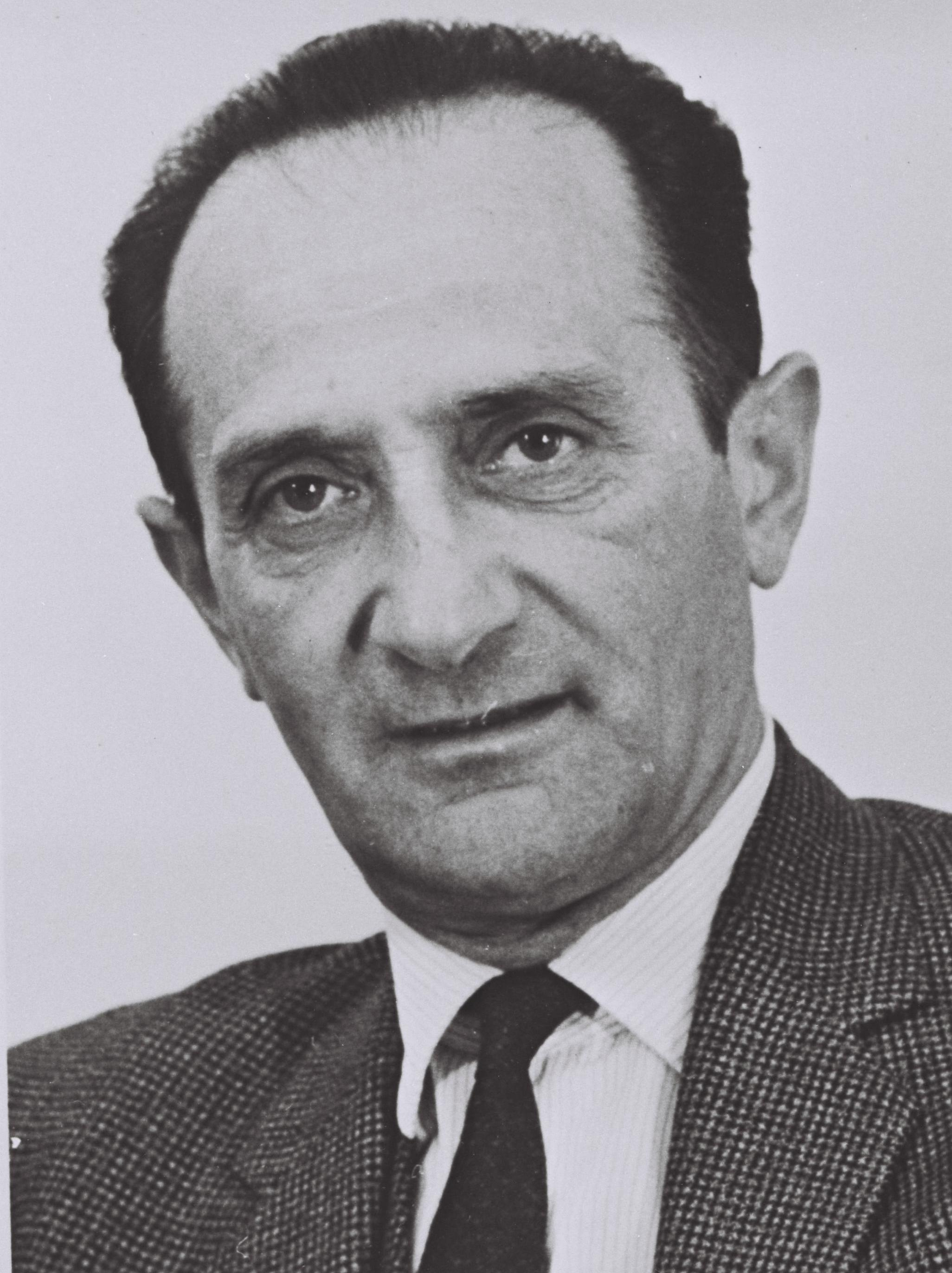
Chaim Landau, 1969

Chaim Landau (hebräisch חיים לנדאו‎; * 10. September 1916 in Krakau; † 6. Oktober 1981 in Tel Aviv) war ein israelischer Minister.

## Politik
Von 1984 bis 1996 war er von der  1. bis zur 8. Legislaturperiode Knessetabgeordneter. Von 1949 bis 1965 war er Knessetabgeordneter der Cherut, von 1965 bis 1974 war er Knessetabgeordneter der Gahal, von 1974 bis 1977  war er Knessetabgeordneter der Likud, von 1969 bis 1970 war er israelischer Verkehrsminister. Von 1978 bis 1979 war er Minister ohne Geschäftsbereich und von 1979 bis 1981 war er Verkehrsminister.

## Leben
Er wanderte 1935 nach Palästina ein. Er war Mitglied des Betar und der Irgun, während er am Technion sein Studium als Konstruktionsingenieur fortsetzte.
1940 war er Befehlshaber des Betar-Zweiges in Haifa, Anfang 1944 wurde er nach Tel Aviv geschickt und wurde gegen Ende desselben Jahres zum Mitglied des General Headquarters ernannt. In 1947 vertrat er zusammen mit Menachem Begin und Schmuel Katz bei einem Treffen des UNSCOP die Irgun.